# 卡德隆鎮區 (阿肯色州范布倫縣)
卡德隆鎮區（英語：Cadron Township）是位於美國阿肯色州范布倫縣的一個行政鎮區。

## 地方資料
卡德隆鎮區的面積為46.50平方千米，當中陸地面積為46.47平方千米，而水域面積為0.03平方千米。根據2010年美國人口普查的數據，當地共有人口160人，而人口密度為每平方千米3.44人。